# REBORN (清木場俊介のアルバム)
『REBORN』（リボーン）は、清木場俊介の通算10枚目となるオリジナル・アルバム。2017年3月29日にSPEEDSTAR RECORDSより発売。

## 概要
前作品『FACT』より約2年ぶりのリリース。
「初回限定盤(CD+DVD)」「通常盤(CD)」の2形態でのリリース。CDには既発シングルである「友へ」を含む全13曲が収録されている。初回限定盤付属のDVDにはMVが収録されている。8月5日にはアナログ盤も発売された。
本作発売から3ヶ月後の6月10日から7月29日にかけて「清木場俊介 ROCK&SOUL 2017 "REBORN"」（計11公演）が開催された。

## 収録曲
| 全作詞: 清木場俊介。 |                                               |            |                     |      |
| #                    | タイトル                                      | 作詞       | 作曲                | 時間 |
| 1.                   | 「FREE MAN」                                  | 清木場俊介 | 清木場俊介          | 3:51 |
| 2.                   | 「TO LIVE OR DIE」                            | 清木場俊介 | 西広ショータ        | 4:06 |
| 3.                   | 「Baby I love you」                           | 清木場俊介 | 川根来音            | 5:05 |
| 4.                   | 「風のように」                                | 清木場俊介 | 清木場俊介          | 4:30 |
| 5.                   | 「あの海へ」                                  | 清木場俊介 | 清木場俊介          | 4:20 |
| 6.                   | 「お前しか愛せない」                          | 清木場俊介 | 清木場俊介          | 7:29 |
| 7.                   | 「僕の傍にいた君は...君の傍にいた僕じゃない」 | 清木場俊介 | 西広ショータ        | 4:47 |
| 8.                   | 「友へ」                                      | 清木場俊介 | 清木場俊介          | 6:27 |
| 9.                   | 「悲しいコトがあれば」                        | 清木場俊介 | 清木場俊介          | 4:55 |
| 10.                  | 「Like my sense」                             | 清木場俊介 | 清木場俊介 川根来音 | 3:39 |
| 11.                  | 「SIGN of IMPACT」                            | 清木場俊介 | 川根来音            | 3:31 |
| 12.                  | 「手繰り寄せて」                              | 清木場俊介 | 染谷俊              | 6:16 |
| 13.                  | 「母ちゃんの幸せじゃけぇ」                    | 清木場俊介 | 西広ショータ        | 4:20 |
| 合計時間:            | 合計時間:                                     | 合計時間:  | 63:16               |      |

| #         | タイトル                | 作詞  | 作曲・編曲 | 時間  |
| --------- | ----------------------- | ----- | ---------- | ----- |
| 1.        | 「友へ (music video)」  |       |            | 6:34  |
| 2.        | 「六花 (music video)」  |       |            | 6:17  |
| 3.        | 「友へ (making movie)」 |       |            | 10:25 |
| 合計時間: | 合計時間:               | 23:16 |            |       |

## 楽曲解説
1. FREE MAN
2. TO LIVE OR DIE
3. Baby I love you
4. 風のように
5. あの海へ
6. お前しか愛せない
7. 僕の傍にいた君は...君の傍にいた僕じゃない
8. 友へ
盟友EXILE ATSUSHIへの思いを書いた楽曲
21stシングル
9. 悲しいコトがあれば
10. Like my sense
「弱さも強さも自分の中にあるものだから。片方だけを隠すのはリアルじゃないそのためには「僕の傍にいた君は…君の傍にいた僕じゃない」みたいな曲も唄いたいんです。あの曲は、頭の2行くらいは、特別ですね。」と語っている。
11. SIGN of IMPACT
12. 手繰り寄せて
13. 母ちゃんの幸せじゃけぇ
「これは母親の教えを、そのまま母親の言葉で書きました。自分がキツいときに聴く、一生モノの、自分のための応援ソングになりました」と語っている。

### 参考元
- CHANGE
- FIGHTING MEN